# Žďár (kraj południowoczeski)
Žďár – miejscowość i gmina (obec) w Czechach, w kraju południowoczeskim, w powiecie Písek. W 2022 roku liczyła 251 mieszkańców.